# Joseph Franklin Rutherford
Joseph Franklin Rutherford (8 de Novembro de 1869 - 8 de Janeiro de 1942) foi o 2º Presidente da Sociedade Torre de Vigia de Bíblias e Tratados (dos EUA), entidade jurídica usada pelas Testemunhas de Jeová. Foi precedido por Charles Taze Russell, e sucedido na presidência por Nathan Homer Knorr. Foi casado com Mary, e tiveram um filho. Rutherford, faleceu com 72 anos, na Califórnia, na residência oficial da Sociedade Torre de Vigia que ele chamara de Bete-Sarim.

## Sua formação pessoal

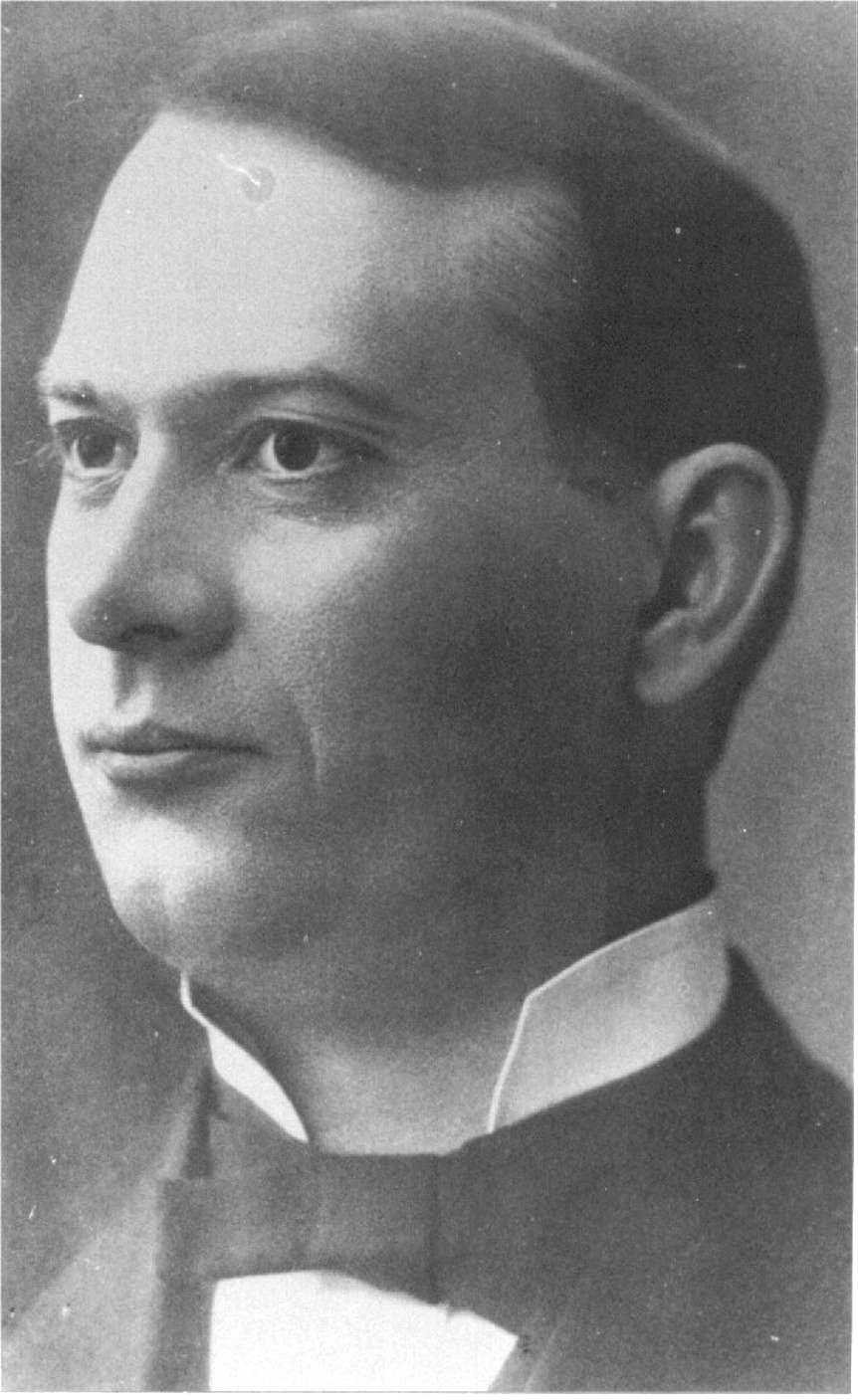
Rutherford em 1917

Filho de pais batistas, nasceu numa fazenda no Condado de Morgan, Missouri, EUA. Quando tinha 16 anos, seu pai permitiu que cursasse a Faculdade de Direito, na condição de que arcasse com as despesas para isso. Depois de concluir seu curso, passou 2 anos sob tutela do Juiz E. L. Edwards. Aos 20 anos, tornou-se Escrivão Oficial do Tribunal da 14.ª Jurisdição Judicial de Missouri. Em 5 de maio de 1892, obteve da Ordem dos Advogados do Missouri licença para exercer advocacia em Boonville. Em 1894, teve o seu primeiro contato com os escritos de Charles Taze Russell. Serviu ainda durante 4 anos como Promotor Público. Mais tarde, tornou-se Juiz Especial da 8.ª Jurisdição do Tribunal de Missouri. Os registos do Tribunal provam que Rutherford serviu em mais de uma ocasião como Juiz substituto.
Em 1906, Rutherford foi batizado como Estudante da Bíblia, e no ano seguinte, tornou-se consultor jurídico da Sociedade Torre de Vigia de Bíblias e Tratados (dos EUA). Ele tornou-se bastante popular entre os seus companheiros de crença porque, como advogado, travou diversas batalhas em Tribunal em defesa de Charles Russell. Também, debateu publicamente em defesa das doutrinas dos Estudantes da Bíblia como orador viajante da Sociedade. Em 24 de maio de 1909, obteve licença para advogar perante o Supremo Tribunal de Justiça dos EUA.
Foi a habilidade de Rutherford, sua retórica dinâmica e a sua disposição firme de lidar com os adversários dos Estudantes da Bíblia que fez dele um sucessor lógico de Russell. Não resta dúvida de que Rutherford era um homem de fortes convicções. Ele falava francamente e com vigor, e sem abrir mão, em defesa daquilo que ele cria ser a verdade. Mas era genuinamente humilde diante do Deus que adorava. Conforme escreveu mais tarde Karl Klein, que se tornou membro do Corpo Governante em 1974: “As orações do irmão Rutherford, na adoração matutina . . . o tornaram muito querido para mim. Embora tivesse uma voz tão forte, quando ele se dirigia a Deus, parecia um garotinho conversando com seu querido pai. Que excelente relacionamento revelava ter ele com Jeová!”
Rutherford estava plenamente convencido que Jeová Deus tinha uma  organização visível, e ele procurou assegurar que nenhum homem ou grupo de homens impedisse os estudantes da Bíblia de receber a nível local o pleno benefício do que chamava de alimento espiritual e a direção de Deus sobre eles.

## Segundo presidente da Sociedade Torre de Vigia
Joseph F. Rutherford, que sucedeu a Charles Taze Russell como presidente da Sociedade Torre de Vigia (dos EUA) em 1917, começou suas observações no serviço fúnebre de Russell por dizer: “Charles Taze Russell foi leal a Deus, leal a Cristo Jesus, leal à causa do reino do Messias. Foi totalmente leal — sim, leal até a morte.”- A Sentinela 1996 15/3, pg.10.
Após a morte de Charles Russell, durante os meses novembro e dezembro de 1916, a presidência da Sociedade foi entregue a uma Comissão Executiva. Esta provisão havia sido criada em harmonia com o Testamento de Russell. Era formada por três membros: A. I. Ritchie, o Vice-presidente, William Van Amburgh, Secretario-tesoureiro, e Joseph Rutherford, o advogado da Sociedade. Esta se manteria em funcionamento até à realização da reunião anual da Assembleia-geral da Sociedade Torre de Vigia, em 6 de janeiro de 1917.
Na reunião anual da Assembleia-geral de 1917, Joseph Rutherford é eleito como o 2.º Presidente da Sociedade (por unanimidade), A. N. Pierson como Vice-presidente (por maioria) e William Van Amburgh como Secretario-tesoureiro (por unanimidade). (Ref.ª A Torre de Vigia de 15 de março de 1955, pág. 175, ed. inglesa; A Torre de Vigia de 1917, pág. 22, ed. inglesa; The New York Times de 7 de janeiro de 1917, Secção 1, pág. 9)
Nesse ano, ocorreu uma grande cisma na Diretoria da Sociedade. Quatro diretores - A. I. Ritchie, J. D. Wright, Issac F. Hoskins, e Robert H. Hirsh, foram demitidos dos seus cargos por Rutherford e expulsos da Sede. O seu Vice-presidente, A. N. Pierson, acabou por ser afastado da Diretoria devido à sua vacilação durante o cisma. Parte deste cisma foi causado por uma luta pela presidência e parte por oposição ao Volume VII da série Estudos das Escrituras, intitulado O Mistério Consumado. Embora tenha sido compilado por Clayton J. Woodworth e George H. Fisher, foi apresentado como "obra póstuma do Pastor Russell", uma vez que, falando sobre seu interesse na publicação de um sétimo volume, Russell teria dito: "Quando encontrar a chave, escreverei o Sétimo Volume, e, se o Senhor der a chave a outrem, ele pode escrevê-lo". Basicamente constituído de comentários e pensamentos de Russell sobre os livros bíblicos de Revelação, O Cântico de Salomão e Ezequiel, o livro apresentava relações proféticas entre os textos de um modo até então não abordado. Anuário das Testemunhas de Jeová 1976, de 1975, pág. 90, ed. inglesa.
O Mistério Consumado explicava várias ideias teológicas novas que os seus críticos consideravam contrárias à Bíblia e ao ensino de Russell e à revelia dos restantes membros da Diretoria da Sociedade. Foi assim que se desenvolveu a oposição a esse livro. Este grupo - que incluía quatro diretores da Sociedade, nomeados por Russell, mas ainda não efetivado em Assembleia-geral da Sociedade - pretendia impedir que Rutherford controlasse a Diretoria da Sociedade até à realização da Assembleia-geral da Sociedade, em 1918. Temendo prejuízo para a unidade da organização, Rutherford por fim os demitiu quando começaram uma intensa campanha de cartas e discursos dissidentes. De acordo com o conceito atual das Testemunhas de Jeová, aprimorado por outros estudos do livro bíblico de Revelação no decorrer de sua história, o conteúdo do livro O Mistério Consumado mostra-se obsoleto, pouco condizendo com o correto entendimento das profecias bíblicas. Não Haverá Mais Demora, de 1971, pág. 252, ed. inglesa.
Na reunião anual da Assembleia-geral da Sociedade em 5 de janeiro de 1918, é eleita uma nova diretoria formada por: Joseph Rutherford, C. H. Anderson, William Van Amburgh, Alexander Hugh Macmillan, W. E. Spill, J. A. Bohnet, and George H. Fisher. Os três principais diretores Joseph Rutherford como Presidente, C. H. Anderson como Vice-presidente, e William Van Amburgh como Secretario-tesoureiro.

## Prisão da diretoria
Rutherford e seis de seus colaboradores, foram condenados por interferência no esforço de guerra dos EUA. Foram sentenciados a 20 anos na Penitenciária Federal de Atlanta, por 4 enquadramentos em delitos, mas com sentenças concomitantes. A Primeira Guerra Mundial terminou em 11 de novembro de 1918, e então, em 25 de março de 1919, acabam por ser soltos sob pesada fiança. Mais tarde, os réus receberam um atestado de erro na condução do julgamento  e o Estado entendeu não ter interesse na pretensão de um novo julgamento.

## Entrando na história do rádio
Durante a década de 1920, a Sociedade Torre de Vigia de Bíblias e Tratados (dos EUA) foi pioneira em estabelecer uma das primeiras estações de rádio -  a WBBR, e os Estudantes da Bíblia entraram na história do rádio no domingo, 24 de julho de 1927, quando J. F Rutherford falou por uma rede de cinquenta e três estações desde Toronto, Ontário, Canadá  — a maior cadeia de rádio já criada naquele tempo.
Assim aconteceu que, quando Rutherford falou a uma assistência de congresso de cerca de 15 mil pessoas em Toronto, milhões de outros ouviram-no por meio de uma cadeia de radiodifusão até então sem igual. Numa carta dirigida à Sociedade pela “National Broadcasting Company”, declarava-se: “Imagino que o Juiz Rutherford dispôs de uma assistência tão grande, ontem à tarde, como nenhum homem vivo jamais teve pelo rádio.”
Os Estudantes da Bíblia estavam envolvidos em outro notável acontecimento pelo rádio em 1928. Em Detroit, Michigan, no domingo, 5 de agosto, quando J. F. Rutherford proferiu o discurso público “O Dominador do Povo” a uma assistência de 12 mil pessoas, foi irradiado por uma cadeia de radiodifusão que ligou 107 estações, exigindo cerca de 53 mil quilômetros de linhas telefônicas e 147 mil quilômetros de linhas telegráficas, e foi retransmitido por ondas curtas para a Austrália e a Nova Zelândia. Os programas de rádio ocupavam grande parte do tempo de Rutherford.
Em 1931, a Sociedade decidiu apresentar programas gravados. Organizaram-se duzentas e cinquenta estações para apresentar estas gravações de quinze minutos feitas por Rutherford segundo sua conveniência, e tocada pelas estações de rádio nas horas que quisessem. Em 1933, ano-auge, 408 estações eram usadas para levar a mensagem a seis continentes, e 23 783 discursos bíblicos separados foram irradiados, a maioria deles sendo estas gravações elétricas de quinze minutos. Naqueles dias poder-se-ia girar o dial do rádio e sintonizar as irradiações da Torre de Vigia provenientes de estações amplamente espalhadas, ao mesmo tempo.
Em 1957, depois de 33 anos de transmissões, a Sociedade Torre de Vigia vendeu a WBBR. visto que a estação e os programas envolviam mão-de-obra e dinheiro que poderiam ser melhor empregados de outros modos, especialmente no campo missionário.

## Viagens de serviço da Sociedade Torre de Vigia
- Austrália: yb91 193; g89 22/8 13; w87 1/2 23-4; yb84 63-5
- Áustria: yb89 77-80
- Bélgica: yb85 69, 73
- Canadá: yb80 115, 121, 135
- Creta: yb94 82
- Cuba: jv 458
- Dinamarca: yb93 76-7, 82, 87-8, 91-2
- Espanha: yb79 139-40
- Europa: yb86 112-13
- Fiji: yb85 182-3
- Finlândia: yb90 150; w80 15/6 13
- França: yb81 44, 53-4, 57, 60-2, 64, 66-7
- Grã-Bretanha: w88 1/3 13-14
- Grécia: yb94 75-6, 82
- Havaí: yb91 82-3; w88 1/4 31; w84 1/6 8-9
- Nova Zelândia: yb82 233-4Austrália: w01 1/4 25; w95 1/7 28; jv 447-8; yb91 193
- Países Baixos: yb86 112-13, 119
- Palestina: yb81 214
- Panamá: yb78 244
- Portugal: yb89 31; yb84 131
- Samoa Americana: w79 15/8 14
- Suécia: yb91 128, 135; yb90 160; w86 1/12 25
- Suíça: yb91 192; yb87 128-30, 140, 147-8, 153-4

A lista apresentada usa a abreviatura da publicação respectiva, seguida da data e ano da publicação (se necessário) e da página onde se encontra a informação. As abreviaturas usadas correspondem às seguintes publicações da Sociedade Torre de Vigia:
- jv - Testemunhas de Jeová - Proclamadores do Reino de Deus, 1993
- yb - Anuário das Testemunhas de Jeová
- w - A Sentinela
- g - Despertai!

Rutherford veio a falecer aos 72 anos, em sua residência na Califórnia, em 8 de janeiro de 1942, depois de passar por duas cirurgias devido a um câncer do cólon. Testemunhas de Jeová - Proclamadores do Reino de Deus-pag.86

## Controvérsias
Em 1920 Rutherford publicou um folheto intitulado "Milhões que Agora Vivem Jamais Morrerão" em que se alega que seus seguidores poderiam viver para sempre. Este foi publicado após os estudantes da Bíblia terem contribuído financeiramente com o movimento que se encontrava em declínio. Alega-se que esta publicação não serviu apenas para ganhar novos adeptos, mas também para lucrar financeiramente em cima dos mesmos. No ano 2000 a Sociedade Torre que Vigia tentou se retratar dizendo que Rutherford não quis dizer que as pessoas "iriam" viver para sempre, mas sim, que poderiam viver.
O padrão de acomodação de Rutherford e sua conduta pessoal atraíram críticas de alguns Estudantes da Bíblia e Testemunhas de Jeová nos anos 1930. Walter F. Salter, ex-gerente da filial no Canadá, escreveu uma carta pública a Rutherford em 1937, o mês em que foi expulso do grupo, alegando que Rutherford tinha uso exclusivo de residências "luxuosas" e "caras" (no Brooklyn, Staten Island, Alemanha e San Diego), bem como dois Cadillacs e alegou que em mais de uma ocasião comprara para a Rutherford caixas de uísque, conhaque, cerveja e outros licores, e ir de "beber para beber"'. Em julho de 1939 Olin R. Moyle, consultor jurídico da Sociedade, escreveu uma carta aberta de renúncia ao presidente, na qual ele se queixou do comportamento de alguns membros da Sociedade Torre de Vigia incluindo o próprio Rutherford, que considerou excessivo e inadequado. Moyle mencionou a Califórnia ao discutir "a diferença entre as acomodações fornecidas a você e seus atendentes pessoais, comparados com aqueles fornecidos a alguns de seus irmãos". Moyle também acusou Rutherford de "tratamento indelicado da equipe, explosões de raiva, discriminação e linguagem vulgar" e condenou sua permissão para a "glorificação do álcool" em Betel. Penton observa que Moyle era um "abstêmio" e "puritano", mas alega que os hábitos alcoólatras de Rutherford eram "notórios" e cita ex-funcionários do Betel do Brooklyn que relataram dificuldades ocasionais em levar Rutherford ao pódio para dar palestras públicas devido à embriaguez.

### Misoginia
Os livros e artigos de revista de Rutherford revelam suas fortes visões misóginas sobre "o lugar apropriado das mulheres" na igreja e na sociedade. Em um livro de 1931, ligada a ascensão pós-1919 dos movimentos feministas ele relacionou a igualdade de gênero com influência satânica, e criticou o costume dos homens derrubarem seus chapéus no chão para mulheres ou em pé, quando uma mulher se aproximava, considerando ser um esquema do diabo para desviar os homens de Deus e indicando um traço efeminado nos homens que praticavam este costume. Até o Dia das Mães foi similarmente descrito como parte de um plano para afastar as pessoas de Deus. Em 1938, ele exortou os adeptos a adiar o casamento e a gravidez após o Armagedom, que, segundo [Tony] Wills, provocou um forte viés comunitário entre as Testemunhas de Jeová contra o casamento. Aqueles que se casaram, diz Wills, foram considerados fracos na fé. Em uma convenção de 1941 no Missouri ele citou a descrição de Rudyard Kipling das mulheres como "um trapo e um osso e uma mecha de cabelo".

### Antissemitismo
Após a morte de Charles Taze Russell, Rutherford chegou a usar a revista A Sentinela para divulgar, em algumas de suas edições, sobre o tratamento a ser dado aos "judeus literais". Na "Declaração de Fatos" de 1933 ele diz: "Tem sido os judeus do Império anglo-americano que se acumularam e levaram Grandes Negócios como um meio de explorar e oprimir os povos de muitas nações." 
Em uma tentativa de obter uma simpatia de Adolf Hitler ele disse: "Em vez de ser contra os princípios advogados pelo governo da Alemanha, nós apoiamos sinceramente esses princípios, e apontamos que Jeová Deus através de Jesus Cristo causará a realização completa destes princípios." Assim, Rutherford está dizendo que a Sociedade Torre de Vigia concorda com Hitler em seu antissemitismo contra o povo judeu. Rutherford escreveu trechos anti-semitas em outras obras, talvez por sua intolerância ou ainda buscando concessões de Adolf Hitler. Ele escreveu em 1934, na página 5, na publicação "Povo Favorecido": "Os judeus atuais são chamados de comerciantes, entre os quais estão alguns dos homens mais ricos e os mais miseráveis que o mundo conheceu. Certos generais dos grandes comerciantes são chamados judeus. Muitos são arrogantes, orgulhosos e muito egoístas." Em 1937, Rutherford escreveu em "Inimigos" (p. 281): "... Há homens extremamente egoístas chamados "judeus" que têm interesse apenas pelos atrativos do lucro." Entretanto, isso não impediu Hitler de apreender os bens de Atalaia, na Alemanha, de modo que Rutherford em 7 de outubro de 1934, teve que montar novamente todas as congregações das Testemunhas de Jeová na Alemanha. Desta vez, tomou-se conhecimento de uma carta de Rutherford escrita para ser lida para os funcionários do governo nazista, especialmente Hitler, dizendo que "Há um conflito direto entre o direito e a lei de Deus... Portanto, vamos obedecer aos mandamentos de Deus, vamos reunir para o estudo da Sua Palavra, e adorar e servi-Lo como Ele ordenou."